# Musées de l'histoire de la ville de Tartu
Les musées de l'histoire de Tartu (en estonien : Tartu Linnaajaloo Muuseumid) sont des musées à Tartu en Estonie.

## Présentation
La mission des musées municipaux est de capter et de médiatiser la diversité historique et contemporaine de Tartu et de préserver et façonner l'identité des habitants de Tartu.
Les musées d'histoire de la ville de Tartu sont un ensemble de cinq musées : le musée de la ville de Tartu, le musée du festival de la chanson, le musée des cellules du KGB, le musée Oskar Luts et le musée du citoyen du XIXème siècle.
Les musées d'histoire de la ville de Tartu ont débuté en 1955 par le musée d'histoire de la maison des quartiers de Tartu, chargé de recherche sur l'histoire, l'histoire naturelle, l'industrie, l'agriculture et la culture de la ville de Tartu et de ses huit quartiers (Tartu, Elva, Jõgeva, Kallaste, Mustvee, Otepää, Põlva et Räpina).
Le directeur des musées est Risto Lehiste, la responsable du développement est Marge Rennit et le trésorier est Kaie Jeeser.

## Collection des musées d'histoire de Tartu
En 2020, la collection de musées compte plus de 175 000 articles, dont une grande partie est une collection archéologique reflétant les temps anciens de Tartu. 
Les musées rassemblent le patrimoine culturel spirituel et matériel lié à la ville de Tartu.
Les dons constituent une grande partie des revenus des musées d'histoire urbaine de Tartu.

## Galerie

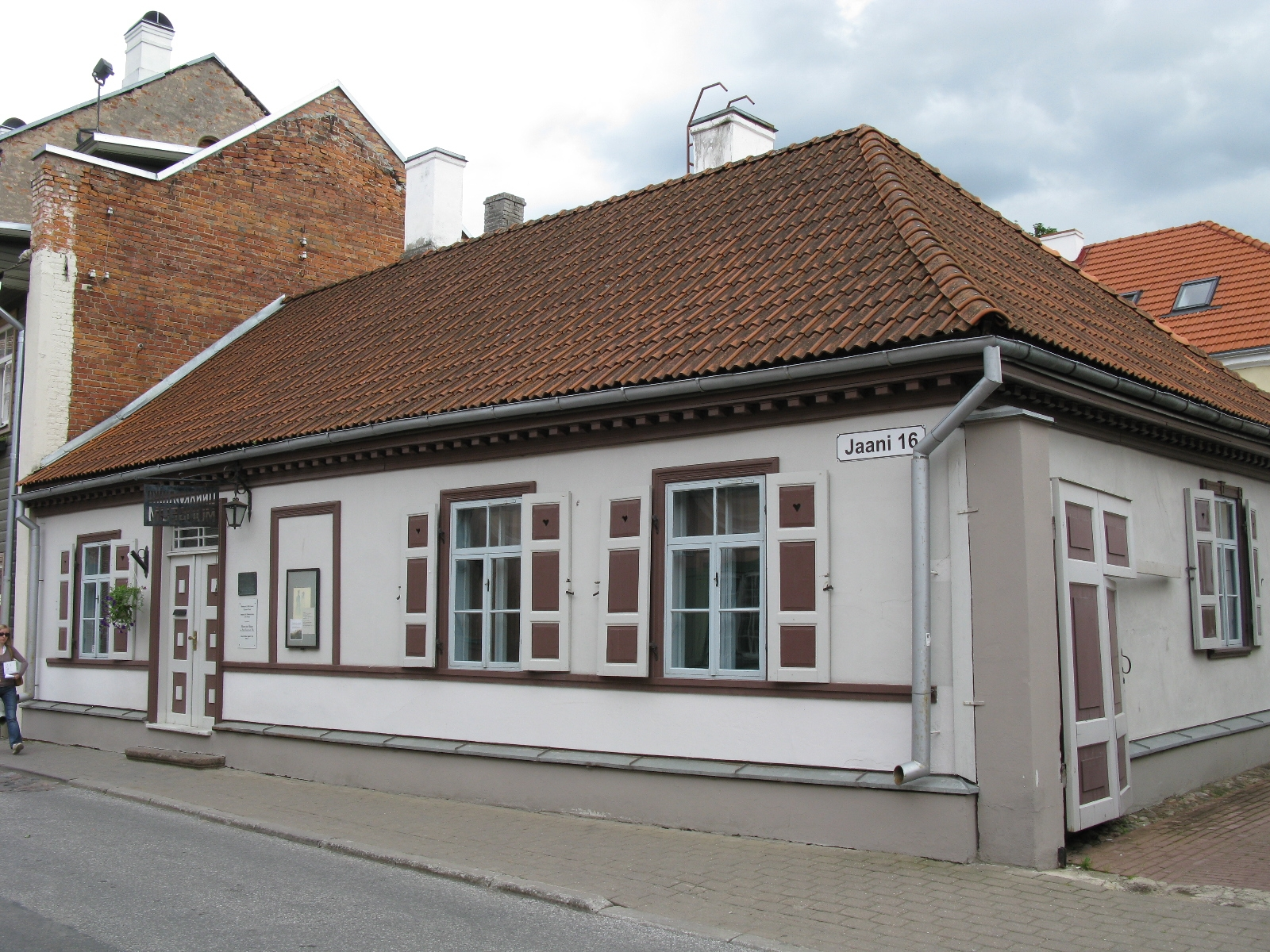
Musée du citoyen de Tartu
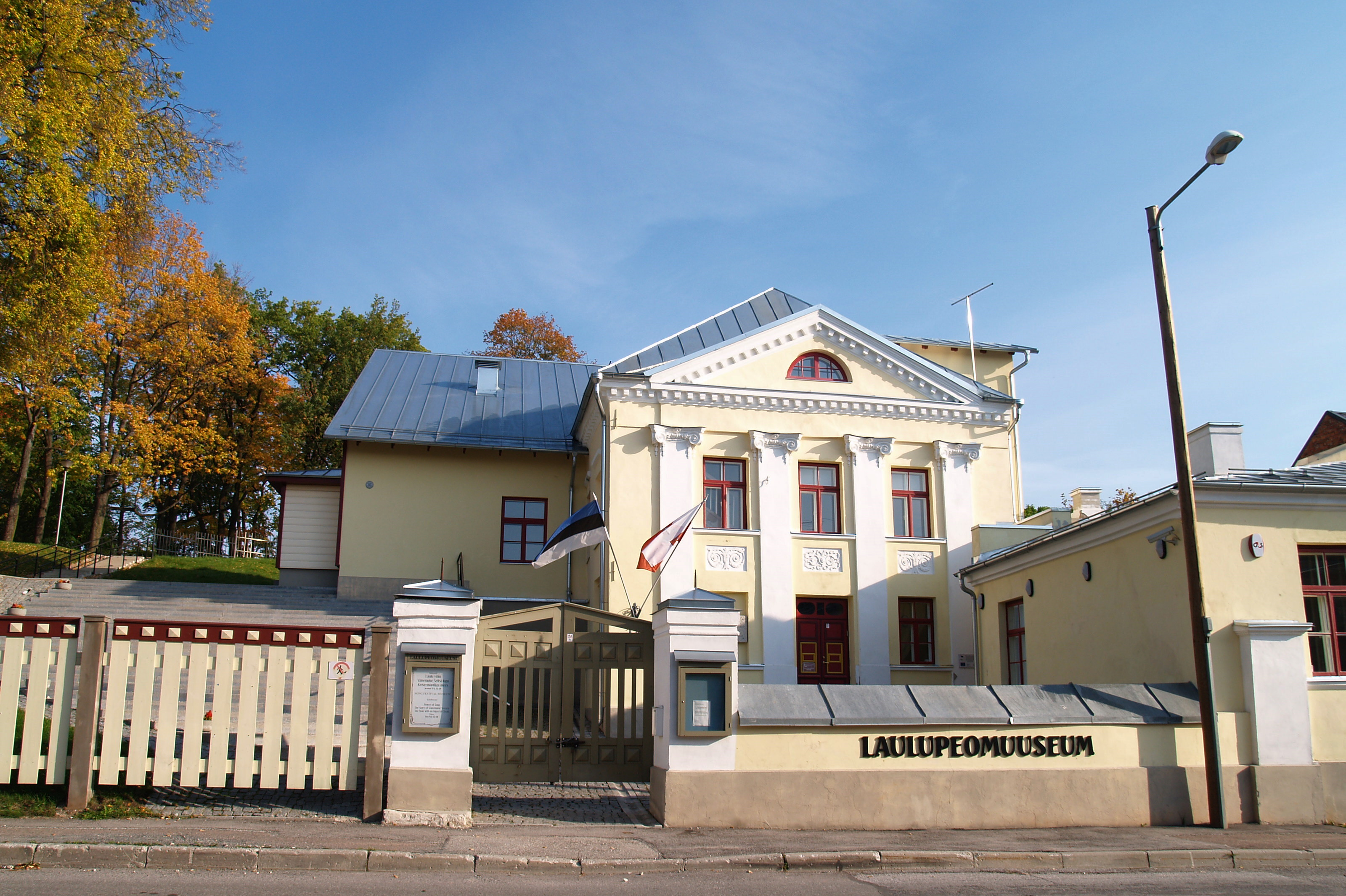
Musée du festival de la chanson